# Annie Abrahams
 (octobre 2017).
Annie Abrahams (née en 1954) est une artiste-performeuse néerlandaise spécialisée dans les installations vidéos et internet en fonction des performances, utilisant souvent des techniques d'écriture collaborative et interactive. Née et élevée à Hilvarenbeek aux Pays-Bas, elle a émigré pour s'installer en France en 1987. Ses performances abordent la question des limites et possibilités de la communication entre les internautes à travers de nouveaux supports comme la cyberformance.

## Vie et carrière
Abrahams est née dans un petit village fermier aux Pays-Bas.Elle obtient un doctorat en biologie à l'Université d'Utrecht en 1978 et un diplôme de l'Académie des Beaux-Arts d'Arnhem.
Elle est internationalement reconnue comme une pionnière dans les performances artistiques en réseau et les expérimentations d'écritures collectives. Après avoir complété son doctorat, elle est devenue assistante de recherche à l'Université. Pendant le même laps de temps, elle étudie la peinture et à la suite de l'obtention de son diplôme, elle reçoit une bourse gouvernementale.
En 1987, elle déménage en France et commence à travailler sur ordinateur à l'aide de logiciels informatiques (spécialement DOEK créé pour elle par Jan de Weille en 1993). Grâce à ces outils, elle construit et garde une trace de ces installations qui poursuive son travail pictural chaotique et complexe. En 1992 à Nice, son expositions Possibilites, comprend pour la première fois des dessins numériques. À partir de 1996, elle développe des performances en réseau, en mettant l'accent sur l'espace et la distance au sein des réseaux sociaux. Elle crée dans son exposition de Nimègue, des espaces d'interaction physique avec les "mondes virtuels" . Elle conçoit le site internet Being Human, rassemblant des œuvres numériques et décrivant son travail de performance sur le rapport entre l'espace public et la solitude sur internet (1997–2007).